# Jill Perryman
Jill Perryman (Melbourne, 30 maggio 1933) è un'attrice, cantante e ballerina australiana.

## Biografia
Nel corso della sua lunga carriera ha ricoperto ruoli principali in numerose produzioni di alto rilievo di musical teatrali in Australia, tra cui il ruolo della protagonista in Hello, Dolly! (1965), la parte di Fanny Brice in Funny Girl (1966), la prima australiana di A Little Night Music (1973), due produzioni semiscenische di Follies (1993 e 1998) e la prima mondiale di The Boy from Oz, successivamente portato al successo a Broadway da Hugh Jackman. Alla prevalente attività teatrale affiancò anche quella di attrice televisiva e cinematografica e nel 1980 vinse l'AACTA Award alla migliore attrice non protagonista per ...Maybe This Time.
Jill Perryman è sposata con il coreografo Kevan Johnston e la coppia ha avuto un figlio, Tod.

## Filmografia

### Cinema
- ...Maybe This Time, regia di Chris McGill (1980)

### Televisione
- Dottori con le ali - serie TV, 1 episodio (1989)
- Wandin Valley - serie TV, 4 episodi (1989–1990)